# Andy Gray (ur. 1964)
Andy Gray (właśc. Andrew Arthur Gray, ur. 22 lutego 1964 w Lambeth) – angielski piłkarz grający na pozycji napastnika i pomocnika. W 2006 był selekcjonerem reprezentacji Sierra Leone. Zagrał w jednym meczu reprezentacji Anglii, 13 listopada 1991 z Polską. Zszedł z boiska w przerwie meczu.